# Стіл (округ, Міннесота)
Шаблон:StateAbbr_ 44°01′ пн. ш. 93°13′ зх. д. / 44.02° пн. ш. 93.22° зх. д.
Округ Стіл (англ. Steele County) — округ (графство) у штаті Міннесота, США. Ідентифікатор округу 27147.

## Історія
Округ утворений 1855 року.

## Демографія
За даними перепису
2000 року
загальне населення округу становило 33680 осіб, зокрема міського населення було 22245, а сільського — 11435.
Серед мешканців округу чоловіків було 16625, а жінок — 17055. В окрузі було 12846 домогосподарств, 9077 родин, які мешкали в 13306 будинках.
Середній розмір родини становив 3,08.
Віковий розподіл населення поданий у таблиці:
| Стать    | До 15 років | 15-21 | 22-29 | 30-39 | 40-49 | 50-65 | 65-85 | Понад 85 |
| -------- | ----------- | ----- | ----- | ----- | ----- | ----- | ----- | -------- |
| Чоловіки | 3901        | 1735  | 1603  | 2564  | 2646  | 2331  | 1640  | 205      |
| Жінки    | 3745        | 1632  | 1531  | 2524  | 2572  | 2408  | 2201  | 442      |

## Суміжні округи
- Райс — північ
- Додж — схід
- Мовер — південний схід
- Фріборн — південь
- Восека — захід

## Виноски
1. ↑  US Decennial Census. US Census Bureau. Процитовано 25 жовтня 2014.
2. ↑  Historical Census Browser. University of Virginia Library. Архів оригіналу за 11 серпня 2012. Процитовано 25 жовтня 2014.
3. ↑  Population of Counties by Decennial Census: 1900 to 1990. US Census Bureau. Процитовано 25 жовтня 2014.
4. ↑  Census 2000 PHC-T-4. Ranking Tables for Counties: 1990 and 2000 (PDF). US Census Bureau. Процитовано 25 жовтня 2014.
5. ↑  State & County QuickFacts. US Census Bureau. Архів оригіналу за 7 червня 2011. Процитовано 1 вересня 2013. [Архівовано 2011-06-07 у Wayback Machine.](англ.) Наведено за англійською вікіпедією.
6. ↑  American FactFinder. Бюро перепису населення США. Архів оригіналу за 26 лютого 2012. Процитовано 31 січня 2008. [Архівовано 2008-05-21 у Wayback Machine.]

| США | Це незавершена стаття з географії США. Ви можете допомогти проєкту, виправивши або дописавши її. |